# Granty i smoki
Granty i smoki – powieść fantasy Łukasza Kucharczyka wydana w 2022 przez Pewne Wydawnictwo. Jest satyrą na środowisko akademickie. Powieść została nominowana do nagrody im. Janusza A. Zajdla, zaś autor otrzymał za nią nominację do Śląkfy. Książka jest powieściowym debiutem Kucharczyka, dzięki której zdobył Nagrodę Chrysalis Awards, przyznawana przez European Science Fiction Society. Jej tytuł nawiązuje do popularnego systemu RPG, Dungeons & Dragons.
Historia podzielona jest na sześć rozdziałów, z których każdy to odrębna historia. Głównymi bohaterami są doktorant Cilgeran oraz student i niziołek, Rorty Pragmeticbuck z Uniwersytetu Wielkobohaterskiego imienia Kelta Niezwyciężonego. Teksty odwołują się do wielu filmów oraz książek fantastycznych, w tym do cyklu Wiedźmin, Władcy Pierścieni czy Opowieści z Narnii.